# Chondrosteidae

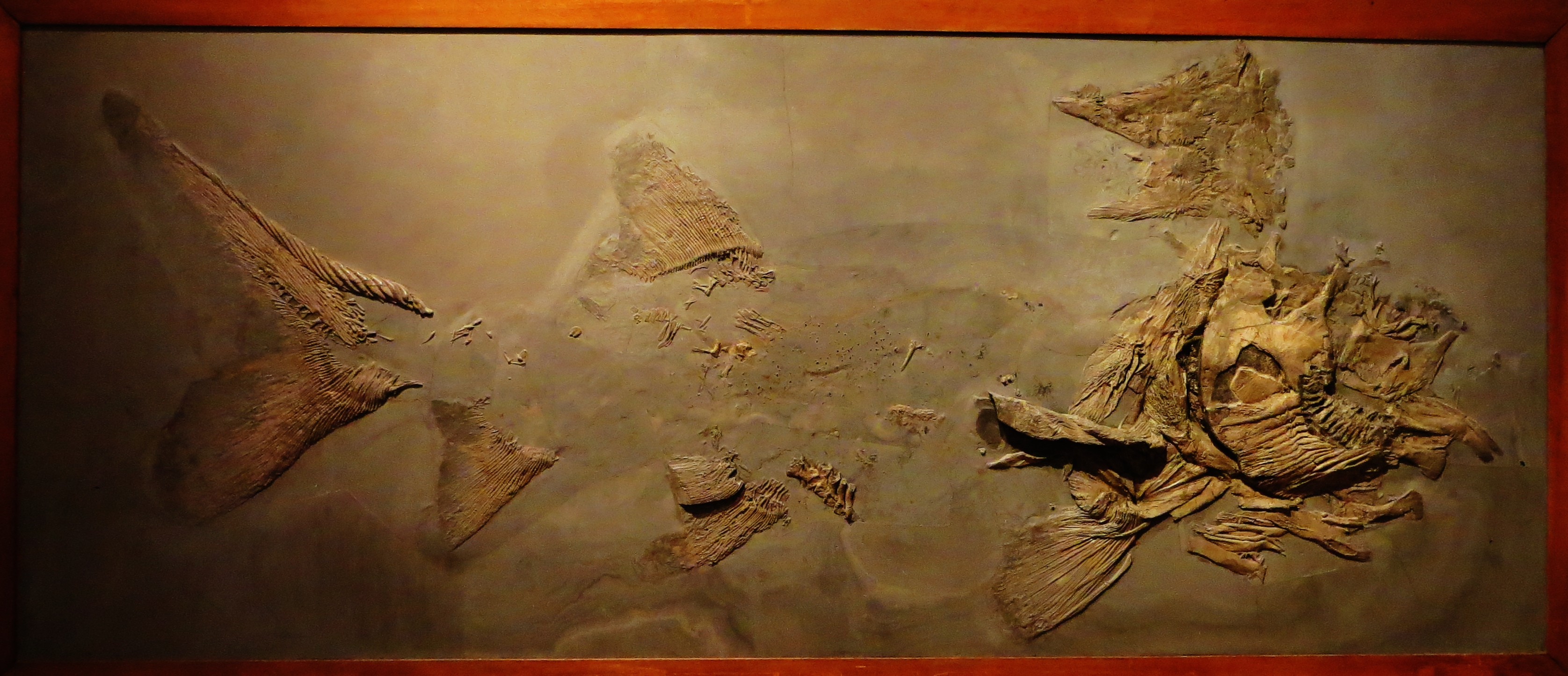
Fósil de Strongylosteus hindenburgi

Los condrosteidos (Chondrosteidae) son una familia de peces fósiles actinopterigios, es la única familia del orden Chondrosteiformes. Debido a sus características similares a los esturiones, se consideran como antepasados de estos.

## Hábitat
Eran peces que nadaban activamente, con hábitos de vida nectobentónicos, depredadores con una dieta carnívora.

## Anatomía
Muy parecidos a los esturiones actuales, con esqueleto interno de cartílago y placas osificados en la piel, así como con la característica cola heterocerca, pero se diferencia en que los esturioes tienen la boca bajo el cuerpo mientras que los condrosteidos la tenían en posición terminal en la punta de la cara. Poco más podemos saber de ellos pues sólo se conservan unos cuantos fósiles de toda la familia.

## Especies
Los condrosteidos incluyen las siguientes especies y géneros:
- Género Chondrosteus (Agassiz, 1843)
  - Chondrosteus acipenseroides (Egerton, 1858)
  - Chondrosteus pachyurus (Egerton, 1858)

- Género Gyrosteus (Agassiz, 1843)
  - Gyrosteus mirabilis (Agassiz, 1843)

- Género Strongylosteus (Jaeckel, 1931)
  - Strongylosteus hindenburgi (Pompeckj, 1914)